# Mullhyttan
Mullhyttan er et byområde i Lekebergs kommun i Örebro län i Sverige, beliggende ved foden af det sydlige Kilsbergen i det vestlige Närke.
Lige syd for Mullhyttan ligger højmosen Skagerhultsmossen, som siden 1982 har været et naturreservat. 6 kilometer nordvest for bebyggelsen ligger søen Multen med flere forskellige badesteder, blandt andet NF Bergslagens Solsport nøgenbad Trumön. Foreningerne Mullhyttans IF og Mullhyttans bygdeförening bedriver en bred virksomhed i byen. Mullhyttan kaldes ofte "Porten til de blå bjerge".

## Historie
Mullhyttan er beliggende i Kvistbro socken og indgik efter kommunalreformen 1862 i Kvistbro landskommun. I denne blev Mullhyttans municipalsamhälle indrettet til byen den 4. juni 1943. Landskommunen og byen blev fra 1952 en del af Svartå landskommun, hvor municipalsamhället blev opløst den 31. december 1958. Fra 1967 til 1971 indgik byen i Lekebergs landskommun, derefter frem til 1995 i Örebro kommun og så i Lekebergs kommun.

## Bygninger
Mullhyttans kyrka blev opført i 1927 efter en indsamling.

## Begivenheder
Den tredje weekend efter midsommer arrangeres Mullhyttemarken, som lokker mange besøgende til byen.